# Explorer 9
Explorer 9 – amerykański satelita naukowy będący balonem badającym gęstość atmosfery. Ładunek ten był pierwszym pomyślnie wyniesionym przez rakietę całkowicie na paliwo stałe i pierwszym pomyślnie wyniesionym z poligonu Wallops Island.

## Nieudana próba

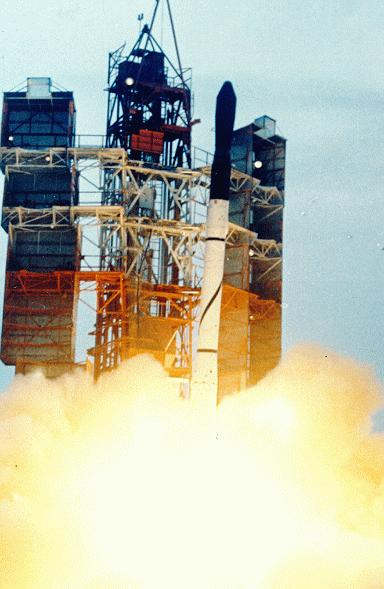
Start rakiety Scout X-1 z satelitą Explorer 9 na pokładzie

Satelitę Explorer 9 próbowano wystrzelić wcześniej, jednak z niepowodzeniem. Taką samą rakietę nośną, Scout X-1 wystrzelono 4 grudnia 1960, o godz. 21:14 GMT, również z Wallops Island. Nastąpiła jednak usterka 2. członu rakiety. Satelita na pokładzie tamtej rakiety oznaczany jest S-56, stąd inne oznaczenie Explorera 9 – S-56A. W indeksie COSPAR tę nieudaną próbę oznaczono jako 1960-F17.

## Budowa i działanie
Balon Explorer 9 badał gęstość atmosfery. Wykorzystywany był do tego opór aerodynamiczny stawiany przez symetryczną powierzchnię statku. Składał się on z dwóch półkul cienkiej folii aluminiowej połączonych mylarową taśmą. Złożony i pusty balon – umieszczony w rakiecie – miał kształt walca o wymiarach 21,6 na 48,3 cm. Po wystrzeleniu nadmuchany był azotem z butli i odrzucony od ostatniego członu rakiety mechaniczną sprężyną. W środku umieszczono również akumulator ładowany przez ogniwo słoneczne, znajdujące się na powierzchni balonu. Powierzchnię równomiernie pokrywały kropki białej farby (o średnicy 5,1 cm), które miały zapewniać stabilizację temperatury satelity. W balonie znajdował się również nadajnik radiowy na częstotliwości 136 MHz, o mocy 15 mW  – uległ awarii po wykonaniu pierwszej orbity uniemożliwiając radiowe śledzenie statku. NASA musiała użyć naziemnej sieci kamer Bakera-Nunna do optycznego śledzenia satelity.